# Dimítrios Mastrovasílis
Dimítrios Mastrovasílis (grec moderne : Δημήτριος Μαστροβασίλης) est un joueur d'échecs grec né le 12 juin 1983, grand maître international depuis 2003.
Au 1er août 2016, il est le numéro deux grec avec un classement Elo de 2 603.

## Palmarès
Dimítrios Mastrovasílis a remporté :
- le tournoi de maîtres de Novi Sad en 2002[2] ;
- le tournoi de grands maîtres de Topola en 2004 (ex æquo avec Kiril Georgiev)[3] ;
- l'open de Groningue en 2007[4] ;
- l'open Alexandre le Grand de Neos Marmaras (en) en 2012[5] ;
- la coupe Artemis de Leros en 2012[6].

Dimítrios Mastrovasílis a représenté la Grèce lors du championnat du monde d'échecs par équipes de 2010, de six championnats d'Europe par équipe et de sept olympiades entre 2000 et 2014, marquant 38,5 points en 60 parties. Lors du championnat d'Europe d'échecs des nations de 2005, la Grèce finit quatrième.
Il participa au championnat du monde de la Fédération internationale des échecs 2004 et fut éliminé lors au premier tour par Konstantin Sakaïev.
Son frère, Athanásios Mastrovasílis, né en 1979, est également grand maître international et a remporté le championnat de Grèce en 2015.